# Alexis Dallière
Alexis Dallière (Saint-Josse-ten-Noode, 1823 - 1901) fue un botánico, horticultor, y agrostólogo belga. Trabajó con el género Gynerium, identificando y nombrando a dos de sus especies.

## Algunas publicaciones
- 1873. Les plantes ornementales à fenillage panaché et coloré. Vol. 2. Con Alfred Cogniaux, Élie Marchal. Ed. L. Stroobant, 64 pp. con placas cromolitografiadas con texto explicativo

## Honores
- Premio de plata Exposición de la Sociedad de Agricultura y Botánica de Gand[3]

- Oficial de la Orden de la Corona de Italia
- Caballero de la Orden de Leopoldo de Bélgica
- Miembro de la Orden Imperial de Rusia[4]
- La abreviatura «Dallière» se emplea para indicar a Alexis Dallière como autoridad en la descripción y clasificación científica de los vegetales.[5]

Publicó en : Pl. Ornament. i. 